# Veliko Korenovo
Veliko Korenovo is een plaats in de gemeente Bjelovar in de Kroatische provincie Bjelovar-Bilogora. De plaats telt 631 inwoners (2001).